# Liste des communes du Labourd

Carte du Labourd

Cette liste indique le nom des 41 communes du Labourd :
| Nom officiel          | Nom en basque     | Détails |
| --------------------- | ----------------- | --- |
| Ahetze                | Ahetze            | |
| Ainhoa                | Ainhoa            | |
| Anglet                | Angelu            | |
| Arbonne               | Arbona            | |
| Arcangues             | Arrangoitze       | |
| Ascain                | Azkaine           | |
| Bardos                | Bardoze           | Participe au Biltzar du Labourd de 1763 à 1789, tout en demeurant rattaché judiciairement à la sénéchaussée de Came. |
| Bassussarry           | Basusarri         | |
| Bayonne               | Baiona            | Bayonne a appartenu au Labourd au XIIe siècle, puis en a été disjointe. Elle est néanmoins généralement citée dans les listes de communes du Labourd, et appartient au « Pays basque » au sens de la loi dite Pasqua de 1995. |
| Biarritz              | Miarritze         | |
| Bidart                | Bidarte           | |
| Biriatou              | Biriatu           | |
| Bonloc                | Lekuine           | |
| Boucau                | Bokale            | Cette commune, partie des Landes jusqu'en 1857 est généralement reprise dans les listes de communes du Labourd. Elle appartient au « Pays basque » au sens de la loi dite Pasqua de 1995.                                     |
| Briscous              | Beskoitze         | |
| Cambo-les-Bains       | Kanbo             | |
| Ciboure               | Ziburu            | |
| Espelette             | Ezpeleta          | |
| Guéthary              | Getaria           | |
| Guiche                | Gixune            | Participe au Biltzar du Labourd de 1763 à 1789, tout en demeurant rattaché judiciairement à la sénéchaussée de Came. |
| Halsou                | Haltsu            | |
| Hasparren             | Hazparne          | |
| Hendaye               | Hendaia           | |
| Itxassou              | Itsasu            | |
| Jatxou                | Jatsu             | |
| Lahonce               | Lahuntze          | |
| Larressore            | Larresoro         | |
| Louhossoa             | Luhuso            | |
| Macaye                | Makea             | |
| Mendionde             | Lekorne           | |
| Mouguerre             | Mugerre           | |
| Saint-Jean-de-Luz     | Donibane Lohizune | |
| Saint-Pée-sur-Nivelle | Senpere           | |
| Saint-Pierre-d'Irube  | Hiriburu          | |
| Sare                  | Sara              | |
| Souraïde              | Zuraide           | |
| Urcuit                | Urketa            | |
| Urrugne               | Urruña            | |
| Urt                   | Ahurti            | Participe au Biltzar du Labourd de 1763 à 1789, tout en demeurant rattaché judiciairement à la sénéchaussée de Came. |
| Ustaritz              | Uztaritze         | |
| Villefranque          | Milafranga        | |